# Adenosciadium arabicum
Adenosciadium arabicum är en växtart i släktet Adenosciadium och familjen flockblommiga växter. Den beskrevs först av Thomas Anderson och fick sitt nuvarande namn av Hermann Wolff 1927.
A. arabicum är ensam art i sitt släkte. Den förekommer på sydöstra delen av Arabiska halvön.